# Alioune Badara Bèye
Alioune Badara Bèye (* 28. September 1945 in Saint-Louis; † 1. Dezember 2024) war ein senegalesischer Beamter, Romancier, Dramatiker, Dichter und Verleger.
Er war der Verantwortliche für das dritte Festival mondial des arts nègres in Dakar, das ursprünglich als Prestigeprojekt von Staatspräsident Abdoulaye Wade am 14. Dezember 2009 beginnen sollte und wegen Organisationspannen um ein Jahr verschoben wurde.

## Werke
- Dialawali, terre de feu, 1980 (Theater)
- Le sacre du cedo, 1982 (Theater)
- Maba, laisse le Sine, 1987 (Theater)
- Nder en flammes, 1988 (Theater)
- Demain, la fin du monde : un avertissement à tous les dictateurs du monde, 1993 (Theater)
- Les larmes de la patrie, 2003 (Theater)
- Raki : fille lumière, 2004 (Roman)
- Les bourgeons de l'espoir, 2005 (Gedicht)
- De l'uniforme à la plume, 2008

### Bibliographie
- Peter France: The new Oxford companion to literature in French. Clarendon Press, Oxford 1995, ISBN 978-0-19-866125-2, S. 90.
- Babacar Sall: Poésie du Sénégal. Silex/Agence de coopération culturelle et technique, Paris 1988, ISBN 2-87693-014-5, S. 5